# Baroville
Baroville és un municipi francès situat al departament de l'Aube i a la regió del Gran Est. L'any 2007 tenia 347 habitants.

## Demografia

### Població
El 2007 la població de fet de Baroville era de 347 persones. Hi havia 148 famílies de les quals 40 eren unipersonals (20 homes vivint sols i 20 dones vivint soles), 52 parelles sense fills, 48 parelles amb fills i 8 famílies monoparentals amb fills.
La població ha evolucionat segons el següent gràfic:
Habitants censats

### Habitatges
El 2007 hi havia 179 habitatges, 144 eren l'habitatge principal de la família, 10 eren segones residències i 25 estaven desocupats. 173 eren cases i 5 eren apartaments. Dels 144 habitatges principals, 125 estaven ocupats pels seus propietaris, 16 estaven llogats i ocupats pels llogaters i 3 estaven cedits a títol gratuït; 2 tenien dues cambres, 20 en tenien tres, 33 en tenien quatre i 89 en tenien cinc o més. 131 habitatges disposaven pel capbaix d'una plaça de pàrquing. A 58 habitatges hi havia un automòbil i a 68 n'hi havia dos o més.

### Piràmide de població
La piràmide de població per edats i sexe el 2009 era:
| Homes | Edats   | Dones |
| ----- | ------- | ----- |
| 0     | 95 o +  | 0     |
| 0     | 90 a 94 | 0     |
| 0     | 85 a 89 | 0     |
| 0     | 80 a 84 | 4     |
| 0     | 75 a 79 | 8     |
| 4     | 70 a 74 | 4     |
| 12    | 65 a 69 | 4     |
| 4     | 60 a 64 | 16    |
| 20    | 55 a 59 | 4     |
| 16    | 50 a 54 | 12    |
| 16    | 45 a 49 | 24    |
| 28    | 40 a 44 | 16    |
| 4     | 35 a 39 | 8     |
| 12    | 30 a 34 | 4     |
| 8     | 25 a 29 | 4     |
| 8     | 20 a 24 | 4     |
| 12    | 15 a 19 | 0     |
| 8     | 10 a 14 | 20    |
| 4     | 5 a 9   | 8     |
| 0     | 0 a 4   | 8     |

## Economia
El 2007 la població en edat de treballar era de 217 persones, 167 eren actives i 50 eren inactives. De les 167 persones actives 162 estaven ocupades (89 homes i 73 dones) i 5 estaven aturades (2 homes i 3 dones). De les 50 persones inactives 24 estaven jubilades, 15 estaven estudiant i 11 estaven classificades com a «altres inactius».

### Ingressos
El 2009 a Baroville hi havia 144 unitats fiscals que integraven 360 persones, la mediana anual d'ingressos fiscals per persona era de 24.576,5 €.

### Activitats econòmiques
Dels 18 establiments que hi havia el 2007, 5 eren d'empreses alimentàries, 1 d'una empresa de construcció, 7 d'empreses de comerç i reparació d'automòbils, 2 d'empreses d'hostatgeria i restauració, 2 d'empreses financeres i 1 d'una empresa de serveis.
L'únic servei als particulars que hi havia el 2009 era una fusteria.
L'any 2000 a Baroville hi havia 57 explotacions agrícoles que ocupaven un total de 684 hectàrees.

## Equipaments sanitaris i escolars
El 2009 hi havia una escola elemental integrada dins d'un grup escolar amb les comunes properes formant una escola dispersa.

## Poblacions més properes
El següent diagrama mostra les poblacions més properes.